# Ciclo di Cori

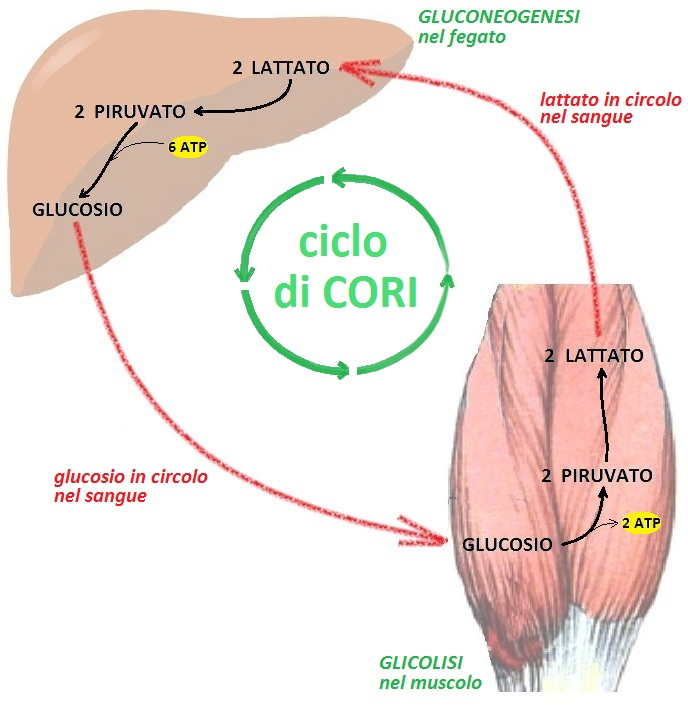

Il ciclo di Cori è un ciclo metabolico che, tramite la circolazione sanguigna, lega fegato e muscolo. Prende il nome da Carl e Gerty Cori, i due ricercatori che lo hanno per primi descritto. 

Quando la richiesta di ATP è superiore al flusso ossidativo, come nei casi di sforzo muscolare, le fibre muscolari ricorrono alla produzione di lattato. Questo viene trasportato al di fuori della cellula muscolare per essere immesso nel circolo sanguigno e quindi essere inviato al fegato. Nel fegato il lattato viene riossidato dalla L-lattato deidrogenasi a piruvato, che, a sua volta, viene convertito, mediante gluconeogenesi, in glucosio.
Il glucosio, prodotto dal fegato, sempre tramite il sistema circolatorio torna al muscolo, dove può essere sottoposto a un ulteriore processo glicolitico oppure può essere conservato nelle riserve di glicogeno.
Quindi se all'organismo è richiesto uno sforzo muscolare, può accadere che la bassa concentrazione di O2 presente nei muscoli si esaurisca, e che la riossidazione a NAD+ nella catena respiratoria del NADH + H+ prodotto nella tappa della glicolisi dove avviene un'ossidazione con contemporanea fosforilazione, non possa più avvenire. Se ciò accadesse, ogni attività muscolare cesserebbe per mancanza di ATP e la glicolisi sarebbe bloccata. Per evitare ciò, le cellule del muscolo scheletrico hanno creato un meccanismo alternativo che si innesca ogni volta che la glicolisi rischia di bloccarsi per mancanza di NAD+: la produzione di lattato.
Durante l'esercizio muscolare, oltre al lattato, il muscolo immette in circolo alanina (questo è chiamato Ciclo di Cahill ) con un ritmo a volte centinaia di volte più elevato che in condizioni di riposo. L'alanina costituisce un mezzo per trasportare l'azoto amminico al fegato in forma non tossica.

## Vantaggi e svantaggi
I vantaggi sono:
- rigenerazione del NAD+ che fa continuare la glicolisi;
- produzione di ATP in loco, cioè nella cellula muscolare che può essere catalizzata più rapidamente;
- autonomia della fibra muscolare nei confronti della concentrazione di ossigeno nel sangue;
- elevata energia contenuta nei legami C-H del lattato. Per questo, invece di essere espulso dai reni, viene riciclato come glucosio.

Lo svantaggio è dato dal fatto che lo ione lattato è un catabolita tossico per la cellula perché la sua produzione porta all'acidosi lattica nei muscoli. Ciò può diminuire l'efficienza dei sistemi tampone nel sangue e affaticamento fisico poiché l'aumento dell'acidità nei tessuti inibisce parzialmente le reazioni di energetica muscolare causando appunto la sensazione di fatica che porta a una riduzione fino alla cessazione dell'attività motoria. La risposta immediata è l'iperventilazione che fa diminuire l'acidità dell'organismo provocando però un 'debito di ossigeno'. Questo viene soddisfatto quando tutto il lattato viene riconvertito in glucosio tramite la gluconeogenesi epatica (sintesi del glucosio a partire da molecole che non sono carboidrati); il lattato perciò segue un andamento ciclico noto come ciclo dei Cori, che prende il nome appunto dai coniugi Cori che lo scoprirono.